# 羅慕洛·加列戈斯
羅慕洛·安赫尔·德尔蒙特·卡梅洛·加列戈斯·弗莱雷（西班牙語：Rómulo Ángel del Monte Carmelo Gallegos Freire，1884年8月2日—1969年4月7日），委内瑞拉小说家、政治家。1947年当选为委内瑞拉总统，为该国历史上首位通过正当选举上台的总统，1948年就任，但不到一年即遭軍方政變推翻。在文學領域，加列戈斯长于长篇小说创作，其作品亦多具有现实主义特点，反映委内瑞拉现实问题，主要著作有《堂娜芭芭拉》、《卡奈马》等。

## 生平

### 早年經歷
加列戈斯于1884年8月2日出生在委内瑞拉卡拉卡斯的一个平民家庭，其父母分别是羅慕洛·加列戈斯（Rómulo Gallegos Osío）以及丽塔·弗莱雷（Rita Freire Guruceaga），1894年，就读于大都会神学院（Seminario Metropolitano），其生母于1896年病逝后，加列戈斯辍学回家，以帮助父亲照顾弟妹，并开始了半工半读的生活:43，1902年，他进入委内瑞拉中央大学主修法学，因为家境贫寒，被迫于1905年辍学，进入中央铁路公司上班（Ferrocarril Central de Venezuela）。后来，加列戈斯与求学期间认识的友人一同创办了《黎明杂志》（La Alborada），并透过该杂志发表政论、教育相关的文章，批判胡安·比森特·戈麦斯执政下的种种弊端，但杂志随即遭到政府取缔:186-187，之后，加列戈斯回到学校教书，课余时间还在商行担任会计，并致力于创作自己的小说作品:43，其学生就包括后来一同创立委内瑞拉民主行动党的罗慕洛·贝坦科尔特。1912年4月1日，他与泰奥蒂丝特·坎德拉里亚·阿罗查（Teotiste Candelaria Arocha Egui）成婚，婚后两人生有一子一女:230。1913年，他的首部短篇小说集《冒险家》（Los Aventureros）出版，开始在委内瑞拉文壇嶄露頭角，后来，他转向创作长篇小说，并先后发表了《索拉尔家族的末代》（El último Solar）、《爬藤》（La trepadora）等作品:43。
1927年，加列戈斯來到國境中部的洛斯亚诺斯草原，为自己的下一部作品寻找灵感:134，并将这部小说作品取名为《女上校》（La Coronela），出版了几个章节，但因为对作品章节不满，他封存了原稿，停止出版；翌年，他陪同妻子泰奥蒂丝特前往欧洲治病，期间继续修改《女上校》的原告，并最终以《堂娜芭芭拉》的名称在巴塞罗那出版:43，小说反映了20世纪20年代委内瑞拉经历的文明与野蛮、进步势力与保守势力的斗争，胡安·比森特·戈麦斯也阅读了这部小说，对其评价较高，他也试图委任加列戈斯担任公职，但加列戈斯厌恶戈麦斯的独裁专断，因此流亡西班牙:43，加列戈斯在西班牙避难期间，继续创作小说作品，并出版了长篇小说《坎塔克拉罗》（Cantaclaro）和《卡奈马》。

### 政治生涯

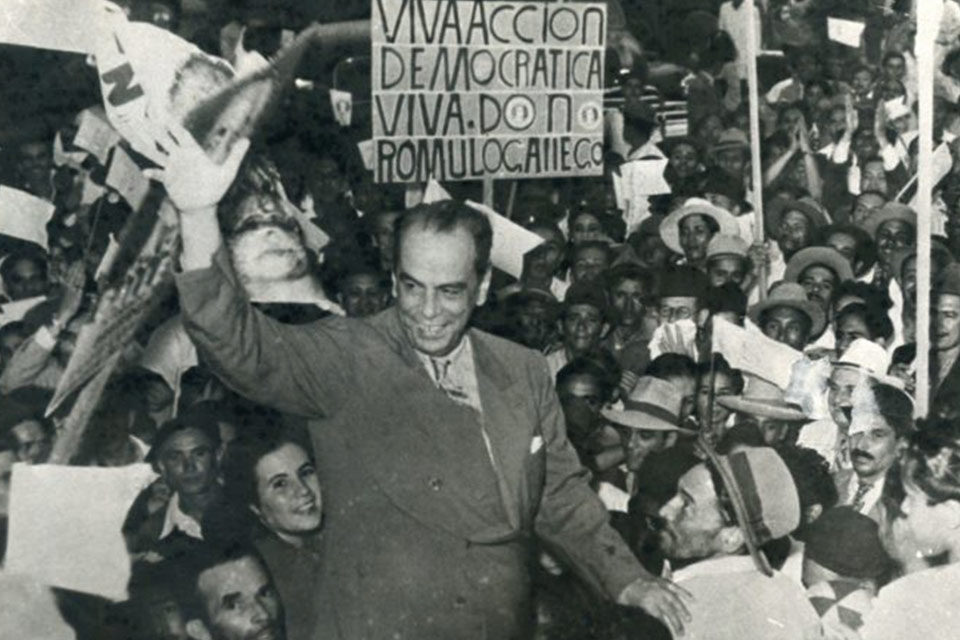
1947年总统大选期间，加列戈斯参加造势大会

1935年，戈麦斯逝世，埃莱亚萨尔·洛佩斯·康特雷拉斯出任总统，放宽了对社会的管制，加列戈斯得以回到委内瑞拉，并获洛佩斯短暂任命为公共教育部长，并开始投身政治，与罗慕洛·贝坦科尔特一同创办了委内瑞拉民主行动党:43，1941年，他获得民主行动党提名参加当年的总统大选，但不敌伊薩亞斯·梅迪納·安加里塔。1945年，贝坦科尔特与一些青年军官推翻了梅迪納政府，并建立了革命执政委员会，出台《1947年宪法》，亦承诺在大选后将还政于民。
1947年12月，加列戈斯再度代表民主行动党参加总统大选，并以74.35%的得票率击败了拉斐爾·卡爾德拉与古斯塔沃·马查多两位对手，当选为委内瑞拉总统，随即于1948年就任，担任总统期间，加列戈斯继续贝坦科尔特时期的工业化计划，促进国有企业发展，改革税制，试图增加石油在国家财政收入中的比重，但他的政策得罪了国内的既得利益者及美国，在美国的支持下，马科斯·佩雷斯·希门尼斯等军官于1948年11月发动军事政变推翻了加列戈斯，同时取缔了民主行动党，迫使其与贝坦科尔特流亡国外。

### 後總統時期和逝世
被軍事政變推翻后十年间，加列戈斯先后客居古巴、美国以及墨西哥，但继续创作了《风中草屑》（La brizna de paja en el viento）等长篇小说。1958年，希门尼斯军政府倒台，加列戈斯得以回到委内瑞拉，从此不再写作:44，1960年，他曾获委内瑞拉语言学院提名为当年的诺贝尔文学奖得主人选，为了帮助其得到诺奖，当时的委内瑞拉驻瑞典大使曾四处奔走，试图说服瑞典皇家学院的院士为其颁发奖状，加耶戈斯最终却因此没有得奖。
1961年，加列戈斯成为委内瑞拉国会的终身议员，直到他1969年4月5日在国内逝世，享年84岁，1994年，时任委内瑞拉总统拉斐爾·卡爾德拉决定将加列戈斯移葬到委內瑞拉國家先賢祠，但他生前希望与妻子合葬，因此，加列戈斯的遗骸一直没有进入先贤祠，而是与妻子合葬，在2016年，他的墓葬遭到破坏。

## 文学作品

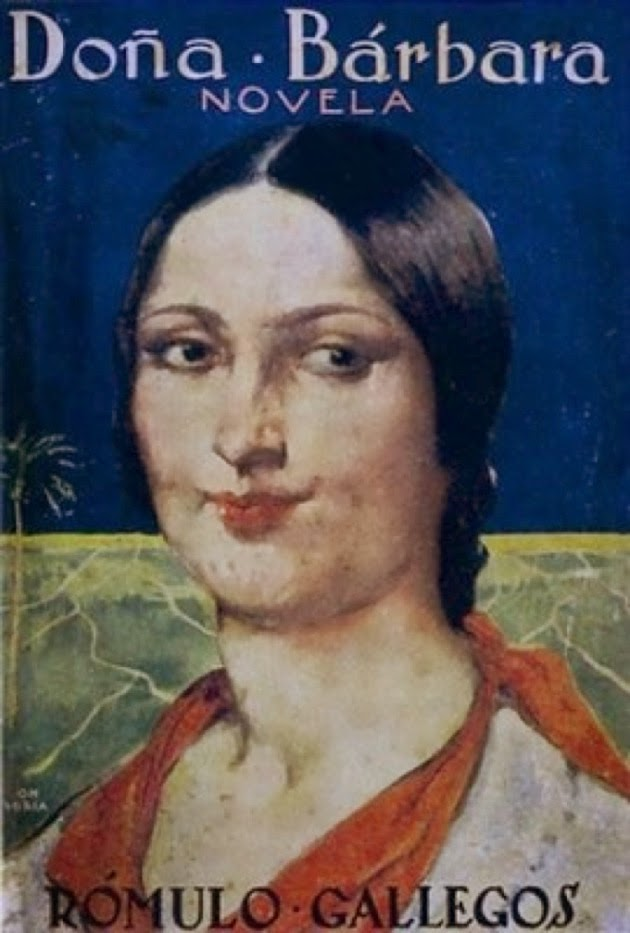
1929年初版《堂娜芭芭拉》的封面

加列戈斯的作品以长篇小说为主，其中包括《索拉尔家族的末代》、《爬藤》、《堂娜芭芭拉》、《坎塔克拉罗》、《卡奈马》、《贫苦的黑人》（Pobre negro）、《异乡人》（El forastero）、《在同一块土地上》（Sobre la misma tierra）、《风中草屑》等，短篇小说则有《显灵节》、《一架旧钢琴》等，其作品多取材于亲身经历的生活，现实主义及本土色彩明显，其中不乏自己对委内瑞拉社会风俗的批判、对社会失衡、反常现象以及克里奥尔文明与原住民文明的二元环境的描述。
小说《堂娜芭芭拉》是加列戈斯的代表作，其讲述了律师卢萨多（Luzardo）为了夺回祖产阿尔塔米拉庄园（Altamira）与恶妇人芭芭拉斗智斗勇的故事:44-45，该作品亦与何塞·欧斯塔西奥·里韦拉的《漩涡》以及里卡多·圭拉尔德斯的《堂塞贡多·松布拉》并列为“拉丁美洲三大小说”，并多次被改编成同名的电影、电视小说。其对委内瑞拉洛斯亚诺斯草原地区的自然景观描绘细致，文中较多地使用了俚俗语言，以及比喻、象征手法，亦长于刻画人物形象，也批判了像芭芭拉一样贪婪残暴的庄园主，反映了委内瑞拉草原地区的未开化境况:45-46，也在一定程度上打破了拉美文学对欧洲文学的模仿，但也有学者指出《堂娜芭芭拉》对这些现实问题和社会冲突的理解欠妥，对人物的刻画有偏颇之处。《爬藤》是加列戈斯早期的小说作品，讲述了伊拉里奥與维多利亚两位新兴资产阶级的代表取代舊贵族成为社会主流阶级的故事，其反映了加列戈斯反对暴力、以教育救国、主张各阶级调和的思想。

## 评价与纪念

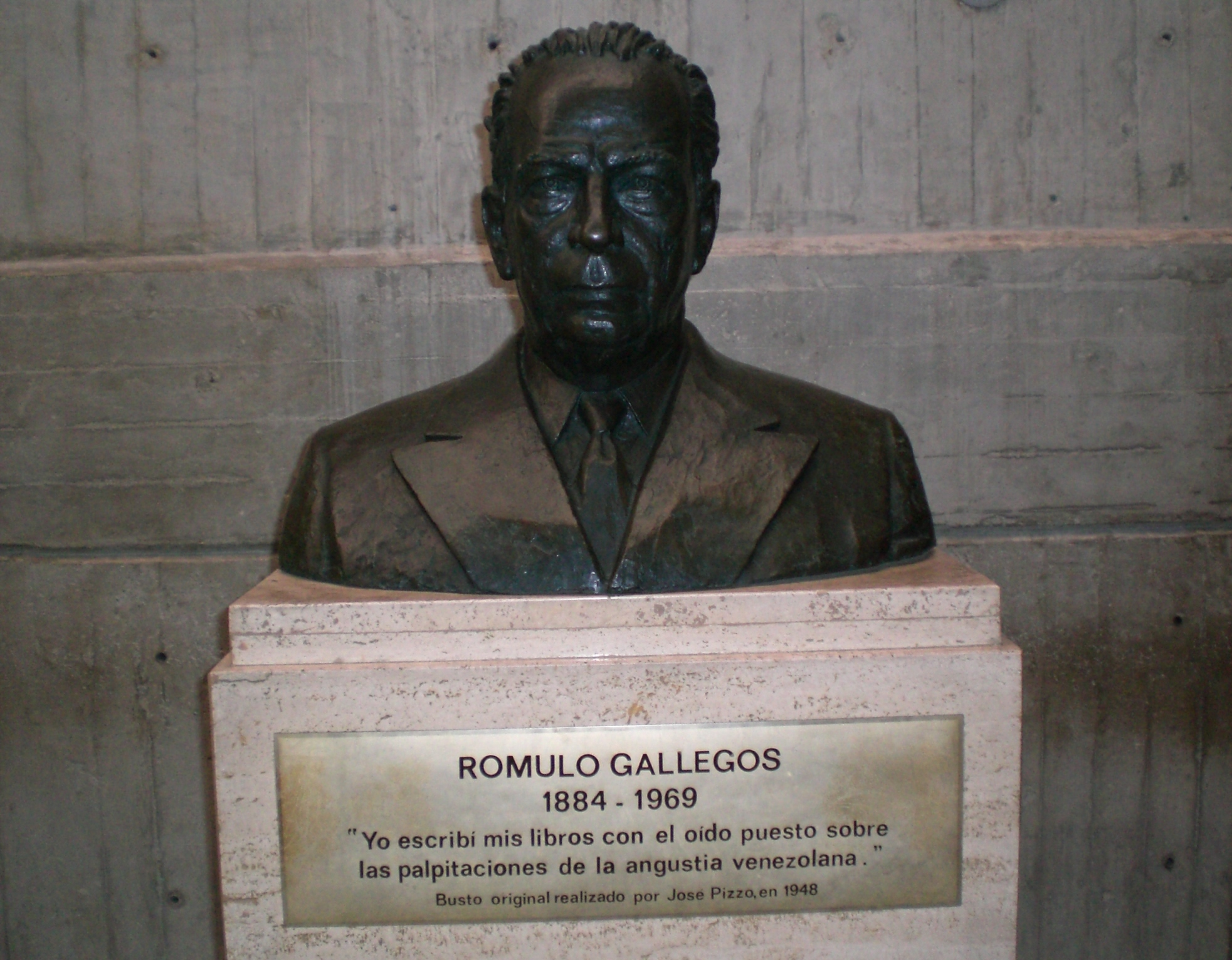
羅慕洛·加列戈斯的半身像

羅慕洛·加列戈斯被视为是20世纪委内瑞拉最具影响力的小说家，也是拉丁美洲文学界的杰出人物，其文学成就得到了多国高等教育机构的肯定，在世时，他曾获得美国哥伦比亚大学、危地马拉圣卡洛斯大学、委内瑞拉中央大学的名誉教授或名誉学位，阿根廷、秘鲁政府则分别授予他“圣马丁大十字勋章”及“太阳勋章”，委内瑞拉国立教师学院及记者协会还曾选举他分别担任名誉院长、名誉主席，其本人还获得国家文学奖。他在现代的委内瑞拉也受到广泛纪念，委國科赫德斯州、阿普雷州都有以他命名的城市，委内瑞拉拉丁美洲研究中心基金会还设有以他命名的罗慕洛·加列戈斯文学奖，该文学奖是西语美洲最负盛名的文学奖项之一。

## 延伸阅读
- Rómulo Gallegos 著. . 由白婴，王相翻译. 北京市: 人民文学出版社. 1979. OCLC 298717393. 國立國會圖書館書誌ID：as199703250.

| 前任者： 罗慕洛·贝坦科尔特 | 委內瑞拉總統 1948年 | 繼任者： 卡洛斯·德尔加多·查尔沃德 |